# Басейнът (филм, 1977)
 Тази статия е за българския филм „Басейнът“ на Бинка Желязкова.  За други значения вижте Басейнът.  
„Басейнът“ е български игрален филм (драма) от 1977 година на режисьора Бинка Желязкова, по сценарий на Христо Ганев. Оператор е Ивайло Тренчев. Музиката във филма е композирана от Симеон Пиронков.

## Състав

### Актьорски състав
| Изпълнител                            | Роля         |
| ------------------------------------- | ------------ |
| Коста Цонев                           | Апостол      |
| Янина Кашева                          | Бела Белчева |
| Климент Денчев                        | Буфо         |
| Цветана Манева                        | Дора         |
| Петър Слабаков                        | Д-р Павлов   |
| Георги Калоянчев                      |              |
| Васил Михайлов                        | Треньорът    |
| Стефан Стефанов                       |              |
| Олга Кирчева                          |              |
| Велика Коларова                       |              |
| Зорка Георгиева                       |              |
| Вихър Стойчев                         |              |
| Камелия Костадинова                   |              |
| Елена Кънева                          |              |
| Стефан Делчев                         |              |
| Милка Попангелова                     |              |
| Георги Кишкилов                       |              |
| Иван Веселинов                        |              |
| Тачо Тачев                            |              |
| Димитър Йорданов (като Димитър Цонев) |              |
| Никола Чиприянов                      |              |
| Димитър Керанов                       |              |
| Стела Арнаудова                       |              |
| Люба Петрова                          |              |
| Кина Мутафова                         |              |
| Спас Спасов                           |              |
| Павел Тодоров                         |              |
| Михаил Славов                         |              |

### Творчески и технически екип
| Режисьор             | Бинка Желязкова                                                                                        |
| Сценарий             | Христо Ганев                                                                                           |
| Оператор             | Ивайло Тренчев                                                                                         |
| Художник             | Мари-Терез Господинова                                                                                 |
| Грим                 | Агнес Казасова Анна Михайлова                                                                          |
| Музика               | Симеон Пиронков                                                                                        |
| Звук                 | Методи Щерев                                                                                           |
| Редактор             | Свобода Бъчварова                                                                                      |
| Монтаж               | Мадлен Дянкова                                                                                         |
| Втори режисьор       | Богдан Будинов                                                                                         |
| Втори оператор       | Стоян Миланов                                                                                          |
| Асистент-режисьори   | Лиляна Дикова Здравка Лекова                                                                           |
| Асистент-оператори   | Лазар Лазаров                                                                                          |
| Асистент-монтажистки | Росица Пеева Елеонора Езра                                                                             |
| Техник на записа     | Любчо Петров                                                                                           |
| Гардероб             | Любка Маджарова                                                                                        |
| Реквизит             | Стефан Ненов                                                                                           |
| Фотограф             | Кръстина Василева                                                                                      |
| Комбинирани снимки   | Оператор: Иван Манев Художник: Минчо Минчев                                                            |
| Организатори         | Екатерина Димитрова Тодор Тодоров                                                                      |
| Директор             | Весела Димитрова                                                                                       |
| Текст                | Карл Сандбърг Емили Дикинсън Стефан Цанев                                                              |
| Песните изпълняват:  | Росица Борджиева Янина Кашева Климент Денчев                                                           |
| Distributed by       | Българска кинематография Студия за игрални филми „БОЯНА“ Творчески колектив „ХЕМУС“ /Copyright © 1977/ |